# Quadrat unitat

El quadrat unitat en el pla real.

En matemàtiques, un quatrat unitari és un quadrat els costats del qual tenen longitud 1. Sovint quan es diu quadrat unitat es refereix específicament al quadrat en el pla cartesià amb els vèrtexs als punts (0, 0), (1, 0), (0, 1) i (1, 1).

## Al pla real
En un sistema de coordenades cartesià amb coordenades (x, y) el quadrat unitat es defineix com el quadrat que consisteix en els punts on tant x com y estan dins l'interval unitat que va de 0 a 1. És a dir, el quadrat unitat és el producte cartesià I × I, on I denota l'interval unitat tancat.
No se sap si cap punt del pla es troba a una distància racional de tots quatre vèrtexs del quadrat unitat. De totes maneres, se sap segur que no hi ha cap punt d'aquestes característiques sobre dels costats del quadrat.

## Al pla complex
Al pla complex, els vèrtexs del quadrat unitat estan a 0, 1, {\displaystyle i} i 1 + {\displaystyle i}.